# Zoe Smith
Zoe Smith (Greenwich, Londres, 26 de abril de 1994) é uma halterofilista britânica.
Em 2010, Smith ganhou uma medalha de bronze na categoria até 58 kg, nos Jogos da Commonwealth de 2010, em Délhi, Índia, que foi sua primeira participação em competições internacionais para seniores, e se tornou a primeira inglesa a conquistar medalha nos Jogos da Commonwealth em levantamento de peso.

## Quadro de resultados
Principais resultados de Zoe Smith:
| Ano  | Posição | Competição                                 | Classe de peso | Marca            |
| ---- | ------- | ------------------------------------------ | -------------- | ---------------- |
| 2007 | 10.     | Campeonato Europeu Juvenil em Pavia        | –53 kg         | 132 kg (60+72)   |
| 2008 | 1.      | Jogos da Juventude da Commonwealth em Pune | –53 kg         | 159 kg (72+87)   |
| 2008 | 5.      | Campeonato Europeu Juvenil em Ameins       | –53 kg         | 151 kg (64+87)   |
| 2009 | 8.      | Campeonato Mundial Juvenil em Chiang Mai   | –58 kg         | 169 kg (75+94)   |
| 2009 | 6.      | Campeonato Europeu Júnior em Landskrona    | –58 kg         | 169 kg (76+93)   |
| 2009 | 5.      | Campeonato Europeu Juvenil em Eilat        | –58 kg         | 166 kg (73+93)   |
| 2010 | 2.      | Campeonato Europeu Juvenil em Valencia     | –58 kg         | 194 kg (84+110)  |
| 2010 | 3.      | Jogos da Commonwealth                      | –58 kg         | 188 kg (85+103)  |
| 2011 | 2.      | Campeonato Mundial Júnior                  | –63 kg         | 201 kg (91+110)  |
| 2011 | 15.     | Campeonato Mundial em Paris                | –63 kg         | 204 kg (92+112)  |
| 2012 | 4.      | Campeonato Europeu em Antália              | –58 kg         | 208 kg (92+116)  |
| 2012 | 12.     | Jogos Olímpicos em Londres                 | –58 kg         | 211 kg (90+121)  |
| 2014 | 3.      | Campeonato Europeu em Tel Aviv             | –58 kg         | 204 kg (90+114)  |
| 2014 | 1.      | Jogos da Commonwealth                      | –58 kg         | 210 kg (92+118)  |
| 2015 | 9.      | Campeonato Mundial em Houston              | –63 kg         | 221 kg (97+124)  |
| 2016 | 4.      | Campeonato Europeu em Førde                | –63 kg         | 215 kg (96+119)  |
| 2018 | 16.     | Campeonato Mundial em Asgabate             | –64 kg         | 215 kg (95+120)  |
| 2019 | 3.      | Campeonato Europeu em Batumi               | –64 kg         | 224 kg (96+128)  |
| 2019 | 1.      | British International Open em Coventry     | –64 kg         | 225 kg (100+125) |
| 2019 | 6.      | Campeonato Mundial em Pattaya              | –59 kg         | 216 kg (93+123)  |
| 2020 | 7.      | Roma 2020 World Cup                        | –64 kg         | 199 kg (88+111)  |
| 2021 | 6.      | Campeonato Europeu em Moscou               | –59 kg         | 200 kg (89+111)  |
| 2021 | 8.      | Jogos Olímpicos em Tóquio                  | –59 kg         | 200 kg (87+113)  |
| 2022 | 9.      | Campeonato Mundial em Bogotá               | –64 kg         | 209 kg (91+118)  |
| 2023 | 3.      | Campeonato Europeu em Ierevã               | –64 kg         | 214 kg (93+121)  |
| 2023 | 25.     | Campeonato Mundial em Riade                | –59 kg         | 203 kg (90+113)  |
| 2024 | –       | Campeonato Europeu em Sófia                | –59 kg         | 0                |
| 2024 | 24.     | IWF World Cup em Phuket                    | –59 kg         | 198 kg (85+113)  |